# Круд: Нова епоха
„Круд: Нова епоха“ (на английски: The Croods: A New Age) е американски компютърна анимация от 2020 година, продуциран от DreamWorks Animation и е разпространен от Universal Pictures.
Продължение е на „Круд“ през 2013 година, филмът е режисиран от Джоел Крауфорд (в неговия режисьорски филмов дебют), по сценарий на Дан Хейджман, Кевин Хейджман, Пол Фишър и Боб Логан, по идея на Кирк Де Мико и Крис Сандърс, които са режисьори в първия филм. Озвучаващия състав се състои от Никълъс Кейдж, Ема Стоун, Райън Рейнолдс, Катрин Кийнър, Кларк Дюк и Клорис Лийчман, които повтарят ролите си от първия филм, заедно с новия състав, които включва Питър Динклидж, Лесли Ман и Кели Мари Тран.
Продължението на „Круд“ беше обявен през 2013 година, докато режисьорите Де Мико и Сандърс се завръщат отново да режисират филма. Развитието продължи през 2014 г. и 2015 г., докато не се отменя през ноември 2016 г. по време на отговора за придобиването на Universal от DreamWorks. Въпреки това, проектът се възроди през 2017 г., докато Крауфорд замества Сандърс и Де Мико като режисьор. По време на пандемията от COVID-19 в САЩ, някои от финалните анимирани сцени бяха завършени от домовете на екипа.
„Круд: Нова епоха“ беше театрално пуснат в Съединени щати на 25 ноември 2020 г. Печели 171 милиона долара световно срещу бюджет от 65 милиона долара. Филмът също беше номиниран за „Златен глобус“ за най-добър анимационен филм.

## Актьорски състав
| Персонаж       | Изпълнител     |
| -------------- | -------------- |
| Гръг Круд      | Никълъс Кейдж  |
| Ийп Круд       | Ема Стоун      |
| Гай            | Райън Рейнолдс |
| Зора Бетерман  | Кели Мари Тран |
| Фил Бетерман   | Питър Динклидж |
| Хоуп Бетерман  | Лесли Ман      |
| Уга Круд       | Катрин Кийнър  |
| Тънк Круд      | Кларк Дюк      |
| Гран Круд      | Клорис Лийчман |
| Санди Круд     | Кейли Крауфорд |
| Майката на Гай | Мелиса Дисни   |
| Бащата на Гай  | Джоел Крофърд  |

## В България
В България филмът излиза на екран от 23 юли 2021 г. от Форум Филм България.